# 쓰르라미 울 적에 (애니메이션)
《쓰르라미 울 적에》(일본어: ひぐらしのなく頃に 히구라시노 나쿠 고로니[*]→저녁매미 울 적에)는 동인 서클 07th Expansion이 제작한 동인 게임 《쓰르라미 울 적에》를 원작으로 한 텔레비전 애니메이션이다. 공식적인 제목 기술은 원작뿐만 아니라 제목에서 な는 빨간 색의 な로 표시된다.
2007년 7월부터 애니메이션 2기가 방영되고 있었으나, 비슷한 시기에 발생한 살인 사건의 영향으로 일부 방송사의 방영이 중지되었다. 하지만 대부분의 방송사는 날짜를 변경하여 방송을 계속 하였다. 1기와 2기의 첫 화와 마지막 화 제목은 항상 카타카나 4자로 되어 있다. 원작의 팬디스크를 원작으로 한 OVA인 《쓰르라미 울 적에 례》가 2009년에 발매되었으며, 10주년 기념 OVA인 《쓰르라미 울 적에 황》이 2011년과 2012년을 걸쳐 발매되었다. 신작 《쓰르라미 울 적에 업》이 발표되고 있으며, 2020년 10월부터 2021년 3월까지 방송되었으며, 《쓰르라미 울 적에 졸》은 2021년 7월부터 9월까지 방송되었다.

## 등장인물 및 성우진
- 마에바라 케이이치 (호시 소이치로)
- 류구 레나 (나카하라 마이)
- 소노자키 미온, 소노자키 시온 (유키노 사츠키)
- 후루데 리카 (타무라 유카리)
- 호죠 사토코 (카나이 미카)
- 하뉴 (호리에 유이)
- 오오이시 크라우드 (챠후린)
- 토미타케 지로 (오오카와 토오루)
- 타카노 미요 (이토 미키)
- 이리에 쿄스케 (세키 토시히코)
- 치에 루미코 (오리카사 후미코)
- 아카사카 마모루 (오노 다이스케)
- 야마모토 (고우다 호즈미)

## 스태프
|                     | 무인                            | 해                             | 례                             | 황                             | 확                                             | 업·졸                                                                                         |
| ------------------- | ------------------------------- | ------------------------------ | ------------------------------ | ------------------------------ | ---------------------------------------------- | --------------------------------------------------------------------------------------------- |
| 원작                | 용기사07/07th Expansion         | 용기사07/07th Expansion        | 용기사07/07th Expansion        | 용기사07/07th Expansion        | 용기사07/07th Expansion                        | 용기사07/07th Expansion                                                                       |
| 감독                | 콘 치아키                       | 콘 치아키                      | 카와세 토시후미                | 타치바나 히데키                | 카와세 토시후미                                | 카와구치 케이이치로 이케하타 타카시(조)                                                       |
| 시리즈 구성         | 카와세 토시후미                 | 카와세 토시후미                | 카와세 토시후미                | 카와세 토시후미                |                                                | 하야시 나오키                                                                                 |
| 캐릭터 디자인       | 사카이 큐타                     | 사카이 큐타                    | 쿠로다 카즈야                  | 아베 토모유키                  | 사카이 큐타                                    | 와타나베 아키오                                                                               |
| 미술 감독           | 시바타 치카코                   | 시바타 치카코                  | 시바타 치카코                  | 시바타 치카코                  | 시바타 치카코                                  | 이노우에 카즈히로                                                                             |
| 색채 설계           | 마츠모토 신지                   | 마츠모토 신지                  | 모치다 타케시                  | 모치다 타케시                  | 카와시마 히토미                                | 코마츠 아리사                                                                                 |
| 촬영 감독           | 모리시타 세이이치 후시미 신이치 | 카와구치 마사유키              | 모리시타 세이이치              | 시모자키 아키라                | 시모자키 아키라                                | 토자와 유이치로                                                                               |
| 편집                | 마츠무라 마사히로               | 마츠무라 마사히로              | 마츠무라 마사히로              | 마츠무라 마사히로              | 마츠무라 마사히로                              | 탄 아야코                                                                                     |
| 음향 감독           | 고다 호즈미                     | 고다 호즈미                    | 고다 호즈미                    | 고다 호즈미                    | 고다 호즈미                                    | 모리시타 히로                                                                                 |
| 음악                | 카와이 켄지                     | 카와이 켄지                    | 카와이 켄지                    | 카와이 켄지                    | 카와이 켄지                                    | 카와이 켄지                                                                                   |
| 음악                |                                 |                                | 키쿠야 토모키                  |                                |                                                |                                                                                               |
| 음악 프로듀서       | 요시카와 아키라                 | 요시카와 아키라                | 요시카와 아키라                | 요시카와 아키라                | 요시카와 아키라                                | 마루야마 마코토                                                                               |
| 음악 프로듀서       |                                 |                                | 와카바야시 고                  |                                |                                                | 마루야마 마코토                                                                               |
| 음악 제작           | 프론티어 웍스                   | 프론티어 웍스                  | 프론티어 웍스                  | 프론티어 웍스                  | 프론티어 웍스                                  | 프론티어 웍스                                                                                 |
| 프로듀스            |                                 |                                |                                |                                | 이이다 마사유키                                | 인피니트                                                                                      |
| 프로듀서            | 노무라 미카                     | 노무라 미카                    | 노무라 미카                    | 노무라 미카                    | 鈴木重人                                       | 이시가미 죠타로 히라타 유코 나카무라 마코토 카네코 히로타카 시모사토 사토루 오오와다 토모유키 |
| 프로듀서            | 오오모리 히로유키               | 오오모리 히로유키              | 오오모리 히로유키              | 단노 요시히토 나가오카 사토시  | 鈴木重人                                       | 이시가미 죠타로 히라타 유코 나카무라 마코토 카네코 히로타카 시모사토 사토루 오오와다 토모유키 |
| 프로듀서            | 오오모리 히로유키               | 오오모리 히로유키              | 오오모리 히로유키              | 후카오 사토시                  |                                                | 이시가미 죠타로 히라타 유코 나카무라 마코토 카네코 히로타카 시모사토 사토루 오오와다 토모유키 |
| 프로듀서            | 히나타 야스타카                 | 오카무라 타케마                | 오카무라 타케마                | 오카무라 타케마                | 오카무라 타케마                                | 오카무라 타케마                                                                               |
| 애니메이션 프로듀서 | 우라사키 노부미츠               | 이이지마 코지                  | 마츠다 케이이치                | 마츠다 케이이치                | 노베 노부야스                                  | 사이토 카즈히로                                                                               |
| 애니메이션 제작     | Studio DEEN                     | Studio DEEN                    | Studio DEEN                    | Studio DEEN                    | Studio DEEN                                    | 파시오네                                                                                      |
| 제작                | 쓰르라미 울 적에 제작위원회     | 쓰르라미 울 적에 해 제작위원회 | 쓰르라미 울 적에 례 제작위원회 | 쓰르라미 울 적에 확 제작위원회 | 쓰르라미 울 적에 제작위원회/ 쓰르라미 프로젝트 | 쓰르라미 울 적에 제작위원회                                                                   |

## TV 애니메이션 《쓰르라미 울 적에》
2006년 4월부터 9월까지 TV 애니메이션이 방송되었다(일부 지역은 방송시기가 다름, 일본기준). 애니에서는 출제편의 4작과 해답편의 메아카시편, 츠미호로보시편까지 2작이 제재가 되면서, 전26화. 원작을 잘 반영하지 않은 경우가 많다.

### 주제가
- 오프닝 테마 〈쓰르라미 울 적에〉
(작사: 시마미야 에이코 / 작곡: 나카자와 토모유키 / 편곡: 나카자와 토모유키, 타카세 카즈야 / 노래: 시마미야 에이코)
- 엔딩 테마 〈why, or why not〉
(작사: interface / 작곡·편곡: 오오시마 히로유키 / 노래: 카타키리 렛카)

※2007년 8월 22일 발매, 가격은 1260엔 (세금포함, 일본기준).

### 서브타이틀
| 화수 | 편             | 서브타이틀               | 각본            | 그림콘티            | 연출              | 작화감독                                                     | 제작협력        |
| ---- | -------------- | ------------------------ | --------------- | ------------------- | ----------------- | ------------------------------------------------------------ | --------------- |
| 1    | 오니카쿠시편   | 제1화 시작(ハジマリ)     | 카와세 토시후미 | 콘 치아키           | 콘 치아키         | 키무라 코우이치                                              |                 |
| 2    | 오니카쿠시편   | 제2화 숨기는 것          | 카와세 토시후미 | 카츠야 나오유키     | 카이 유지         | 소우사키 노부요시                                            | 스튜디오 이제나 |
| 3    | 오니카쿠시편   | 제3화 의심               | 카와세 토시후미 | 콘 치아키           | 요시모토 츠요시   | 코야마 마사히사 ECHO                                         |                 |
| 4    | 오니카쿠시편   | 제4화 일그러짐           | 카와세 토시후미 | 카이 유지           | 이시카와 히사카즈 | 하라다 미네후미                                              | 스튜디오 이제나 |
| 5    | 와타나가시편   | 제1화 질투편방영         | 나카세 리카     | 나무라 히데토시     | 손승희            | 타카하시 아츠코                                              |                 |
| 6    | 와타나가시편   | 제2화 타카노             | 나카세 리카     | 이이지마 마사카츠   | 세키다 오사무     | 안도 미키히코 노조 요시유키                                  | 스튜디오 이제나 |
| 7    | 와타나가시편   | 제3화 거짓말             | 나카세 리카     | 와타나베 히로시     | 타카야마 이사오   | 누마타 세이야                                                |                 |
| 8    | 와타나가시편   | 제4화 소원               | 나카세 리카     | 카츠야 나오유키     | 카이 유지         | 소우사키 노부요시                                            | 스튜디오 이제나 |
| 9    | 타타리고로시편 | 제1화 오빠               | 카와세 토시후미 | 나무라 히데토시     | 요시모토 츠요시   | 아오키 마리코 누마타 세이야 ECHO                             |                 |
| 10   | 타타리고로시편 | 제2화 유대               | 카와세 토시후미 | 이이지마 마사카츠   | 이시카와 히사카즈 | 하라다 미네후미                                              | 스튜디오 이제나 |
| 11   | 타타리고로시편 | 제3화 경계               | 카와세 토시후미 | 伴山人              | 콘 치아키         | 타카하시 아츠코                                              |                 |
| 12   | 타타리고로시편 | 제4화 유실물             | 카와세 토시후미 | 카츠야 나오유키     | 아사미 마츠오     | 안도우 미키히코 노조 요시유키 누마타 세이야 （총작화감독보） | 스튜디오 이제나 |
| 13   | 타타리고로시편 | 제5화 사죄               | 카와세 토시후미 | 와타나베 히로시     | 우에다 시게루     | 누마타 세이야                                                |                 |
| 14   | 히마츠부시편   | 제1화 히나미자와         | 카와세 토시후미 | 하라다 미네후미     | 카이 유지         | 소우사키 노부요시                                            | 스튜디오 이제나 |
| 15   | 히마츠부시편   | 제2화 조짐               | 카와세 토시후미 | 콘 치아키           | 요시모토 츠요시   | 아오키 마리코 누마타 세이야                                  |                 |
| 16   | 메아카시편     | 제1화 첫 사랑            | 나카세 리카     | 코우고 토모카즈     | 이시카와 히사카즈 | 하라다 미네후미                                              | 스튜디오 이제나 |
| 17   | 메아카시편     | 제2화 분간               | 나카세 리카     | 테라토우 카츠키     | 요시다 슌지       | 타카하시 아츠코 누마타 세이야 （작화감독보）                 |                 |
| 18   | 메아카시편     | 제3화 오니의 혈맥        | 나카세 리카     | 카츠야 나오유키     | 아사미 마츠오     | 노조 요시유키 누마타 세이야 （총작화감독보）                 | 스튜디오 이제나 |
| 19   | 메아카시편     | 제4화 복수               | 나카세 리카     | 나무라 히데토시     | 츠쿠시 다이스케   | 누마타 세이야                                                |                 |
| 20   | 메아카시편     | 제5화 차가운 손          | 나카세 리카     | 이이지마 마사카츠   | 카이 유지         | 소우사키 노부요시                                            | 스튜디오 이제나 |
| 21   | 메아카시편     | 제6화 단죄               | 나카세 리카     | 伴山人              | 捨居無人          | 누마타 세이야                                                |                 |
| 22   | 츠미호로보시편 | 제1화 행복               | 카와세 토시후미 | 코우고 토모카즈     | 츠지 타스케       | 하라다 미네후미                                              | 스튜디오 이제나 |
| 23   | 츠미호로보시편 | 제2화 돌아올 곳          | 카와세 토시후미 | 오오가미 소우마     | 히라무키 토모코   | 후지이 마스미 타카하시 아츠코 누마타 세이야                  |                 |
| 24   | 츠미호로보시편 | 제3화 34호 문서          | 카와세 토시후미 | 이이지마 마사카츠   | 아사미 마츠오     | 노조 요시유키 누마타 세이야 （총작화감독보）                 | 스튜디오 이제나 |
| 25   | 츠미호로보시편 | 제4화 지구침략           | 카와세 토시후미 | 카이 유지 콘 치아키 | 카이 유지         | 소우사키 노부요시 하라다 미네후미 （총작화감독보）           | 스튜디오 이제나 |
| 26   | 츠미호로보시편 | 제5화 리테이크(リテイク) | 카와세 토시후미 | 콘 치아키           | 콘 치아키         | 누마타 세이야                                                |                 |

## TV 애니메이션 《쓰르라미 울 적에 해》
2007년에 애니메이션 제2기 《쓰르라미 울 적에 해》의 제작이 결정되어, 동년 7월부터 12월까지 전24화로 완결. 야쿠사마시편을 포함해 미나고로시편, 마츠리바야시편이 제재가 되었다.

### 야쿠사마시 편
"厄醒し編". 애니 2기의 오리지널 에피소드.

### 주제가
- 오프닝 테마 〈나락의 꽃〉
  - (작사: 시마미야 에이코 / 작곡: 나카자와 토모유키 / 편곡: 나카자와 토모유키, 오자키 타케시 / 노래: 시마미야 에이코)
- 엔딩 테마 〈대상a(a는 아로 발음)〉
  - (작사: interface / 작곡·편곡: inazawa / 노래: anNina（Annabel×bermei.inazawa)

※2007년 8월 22일 발매, 가격은 1260엔 (세금포함, 일본기준).

### 서브타이틀
| 화수 | 편             | 서브타이틀               | 각본            | 그림콘티          | 연출              | 작화감독                                    | 제작협력        |
| ---- | -------------- | ------------------------ | --------------- | ----------------- | ----------------- | ------------------------------------------- | --------------- |
| 1    | 츠미호로보시편 | 재회(サイカイ)           | 카와세 토시후미 | 伴山人            | 요시다 슌지       | 모리모토 히로후미                           |                 |
| 2    | 야쿠사마시편   | 제1화 술래잡기           | 시모 후미히코   | 콘 치아키         | 콘 치아키         | 모리모토 히로후미                           |                 |
| 3    | 야쿠사마시편   | 제2화 무력               | 스즈키 마사시   | 후쿠다 미치오     | 노리스와 마코토   | 오타니 안즈 시미즈 타카코 카와노 마사키     |                 |
| 4    | 야쿠사마시편   | 제3화 예정조화           | 나카세 리카     | 니시키 마루노부   | 츠쿠시 다이스케   | 모리모토 히로후미                           |                 |
| 5    | 야쿠사마시편   | 제4화 히나미자와 대재해  | 카와세 토시후미 | 伴山人            | 카이 유지         | 하라다 미네후미                             | 스튜디오 이제나 |
| 6    | 미나고로시편   | 제1화 미로의 법칙        | 시모 후미히코   | 히라키 나오리     | 노리스와 마코토   | 핫토리 노리카즈                             |                 |
| 7    | 미나고로시편   | 제2화 운명을 바꾸는 방법 | 스즈키 마사시   | 아베 타츠야       | 오노다 유스케     | 나카노 쇼코                                 | 스튜디오 이제나 |
| 8    | 미나고로시편   | 제3화 흔들림             | 시모 후미히코   | 아베 타츠야       | 츠쿠시 다이스케   | 모리모토 히로후미                           |                 |
| 9    | 미나고로시편   | 제4화 교섭               | 스즈키 마사시   | 후쿠다 미치오     | 노리스와 마코토   | 모리모토 히로후미 스즈키 아야코             |                 |
| 10   | 미나고로시편   | 제5화 대결               | 나카세 리카     | 시노하라 토시야   | 요시다 슌지       | 핫토리 노리카즈                             |                 |
| 11   | 미나고로시편   | 제6화 강한 의지          | 카와세 토시후미 | 콘 치아키         | 이와나가 아키라   | 오타니 안즈                                 |                 |
| 12   | 미나고로시편   | 제7화 히나미자와 증후군  | 시모 후미히코   | 伴山人            | 쿠라모토 호타카   | 아라이 슌                                   | 스튜디오 이제나 |
| 13   | 미나고로시편   | 제8화 종말               | 스즈키 마사시   | 후루바시 카즈히로 | 츠쿠시 다이스케   | 마츠오 아키코 시미즈 타카코                 |                 |
| 14   | 마츠리바야시편 | 제1화 미요               | 카와세 토시후미 | 伴山人            | 타카야마 히데키   | 핫토리 노리카즈                             |                 |
| 15   | 마츠리바야시편 | 제2화 꿈틀거림           | 나카세 리카     | 이와나가 아키라   | 이와나가 아키라   | 시미즈 유미                                 |                 |
| 16   | 마츠리바야시편 | 제3화 끝의 시작          | 나카세 리카     | 야스무라 료우     | 오노다 유스케     | 하라다 미네후미                             | 스튜디오 이제나 |
| 17   | 마츠리바야시편 | 제4화 모략               | 스즈키 마사시   | 야마모토 히데요   | 츠쿠시 다이스케   | 스즈키 아야코                               |                 |
| 18   | 마츠리바야시편 | 제5화 최후의 말          | 카와세 토시후미 | 타카모토 노부히로 | 카이 유지         | 하라다 미네후미 미즈카와 코우리 나카노 쇼코 | 스튜디오 이제나 |
| 19   | 마츠리바야시편 | 제6화 개막               | 시모 후미히코   | 후쿠다 미치오     | 콘 치아키         | 쿠보 사토시                                 | 스튜디오 이제나 |
| 20   | 마츠리바야시편 | 제7화 트랩               | 시모 후미히코   | 伴山人            | 오노다 유스케     | 하라다 미네후미                             | 스튜디오 이제나 |
| 21   | 마츠리바야시편 | 제8화 48시간             | 스즈키 마사시   | 이와나가 아키라   | 카이 유지         | 미즈카와 코우리                             | 스튜디오 이제나 |
| 22   | 마츠리바야시편 | 제9화 공방               | 스즈키 마사시   | 아베 타츠야       | 마츠모토 요시히사 | 쿠보 사토시                                 | 스튜디오 이제나 |
| 23   | 마츠리바야시편 | 제10화 혈전              | 스즈키 마사시   | 帝東克巳          | 모토나가 케이타로 | 미즈카와 코우리                             | 스튜디오 이제나 |
| 24   | 마츠리바야시편 | 제11화 대단원(オシマイ)  | 카와세 토시후미 | 콘 치아키         | 콘 치아키         | 사카이 큐우타 하라다 미네후미               | 스튜디오 이제나 |

## OVA 《쓰르라미 울 적에 례》
2009년 OVA로 제작된 애니메이션. 총 5편.원작이 PS2로 이식되어 발매되었을 때 부록으로 주던
<<하지사라시>>편, 팬디스크 '쓰르라미 울 적에 례'에 포함되어 있던 <<사이고로시>>편,<<히루코와시>>편으로
구성되어 있다. 쓰르라미의 번외편에 해당되지만 사이고로시편은 마츠리바야시 편 뒤의 일을 다루고 있다.
총감독은 전작에서 각본을 맡은 카와세 토시후미. 전작을 맡던 콘 치아키는 참여하지 않았다.

### 시리즈
- 하지사라시 편 2009년 3월 25일 발매
- 사이고로시 1편 2009년 4월 24일 발매
- 사이고로시 2편 2009년 6월 24일 발매
- 사이고로시 3편 2009년 7월 24일 발매
- 히루코와시 편 2009년 9월 18일 발매

### 주제가
- 오프닝 테마 〈super scription of data〉
  - 노래: 시마미야 에이코
- 엔딩 테마 〈눈빛(まなざし)〉
  - 노래: anNina

## OVA 《쓰르라미 울 적에 황》
2011년, 2012년 OVA로 제작된 애니메이션, 총 4편. 블루레이 디스크로 발매되었으며, <<바츠코이시>>편,<<아야카시센시>>편, <<무스비에니시>>편, <<유메우츠시>>편으로 구성되어 있다. 쓰르라미의 전개와 별개인 '번외편'으로 해당되지만, <<바츠코이시>>편의 경우 <<쓰르라미 울적에>>의 <<오니카쿠시>>편의 패러디 버전으로 유명하다. 이번에도 총감독은 전작에서 각본을 맡은 카와세 토시후미, Studio Deen에서 작업하였다.

### 시리즈
- 바츠코이시 편: 2011년 7월 21일 발매
- 아야카시센시 편: 2011년 9월 22일 발매
- 무스비에니시 편: 2011년 11월 23일 발매
- 유메우츠시 편: 2012년 1월 25일 발매

### 오프닝 테마
- 오프닝 테마 〈Happy! Lucky! Dochy!〉
  - 노래: 타무라 유카리(후루데 리카), 카나이 미카(호죠 사토코), 호리에 유이(하뉴)

### 엔딩 테마
- 〈전대미문☆미라클체인지〉
  - 노래: 나카하라 마이(류구 레나)
- 〈천진난만☆미라클체인지〉
  - 노래: 타무라 유카리(후루데 리카), 카나이 미카(호죠 사토코)
- 〈이심전심☆미라클체인지〉
  - 노래: 유키노 사츠키(소노자키 미온, 소노자키 시온)
- 〈용기늠름☆미라클체인지〉
  - 노래: 호리에 유이(하뉴)

## OVA 《쓰르라미 울 적에 확 ~아웃브레이크~》
모에파치 홍보용으로 나온 총 50분짜리 프로모션 영상. OVA로 분류된다. DVD로 2013년 8월 하순에 발매됐다. 원작은 단편 소설인 아웃브레이크이며, 애니는 B파트의 내용이 각색되었다. 제작사는 스튜디오 딘.

## TV 애니메이션 《쓰르라미 울 적에 업》
2020년 1월 6일에 신 애니메 프로젝트의 활동이 결정되어, 동년 10월부터 2021년 3월까지 방송되었다.

### 주제가
- 오프닝 테마 〈I believe what you said〉
(작사·작곡: 시쿠라 치요마루 / 편곡: 유우키 신이치 / 노래: 아사카)
- 엔딩 테마 〈쓰르라미 울 적에〉 (제1화)
(작사: 시마미야 에이코 / 작곡: 나카자와 토모유키 / 편곡: 나카자와 토모유키, 타카세 카즈야 / 노래: 시마미야 에이코)
- 엔딩 테마 〈신의 신드롬〉 (제2~17화)
(작사·작곡: 시쿠라 치요마루 / 편곡: Tak Miyazawa / 노래: 아사카)
- 엔딩 테마 〈불규칙성 엔트로피〉 (제18~23화)
(작사·작곡: 시쿠라 치요마루 / 편곡: 유우키 신이치 / 노래: 아사카)
- 삽입곡 〈오렌지색의 바람〉 (제19화)
(작사: 미오 / 작곡·편곡: 토리우미 타케시 / 노래: 후루데 리카(타무라 유카리), 호죠 사토코(카나이 미카))

### 서브타이틀
| 화수   | 편                      | 파트         | 각본                | 그림콘티            | 연출                            | 작화감독 | 총작화감독 | 방송일          |
| ------ | ----------------------- | ------------ | ------------------- | ------------------- | ------------------------------- | --- | --- | --------------- |
| 제1화  | 鬼騙し編 오니다마시편   | 그 첫 번째   | 하야시 나오키       | 카와구치 케이이치로 | 산페이 히지리                   | 이와사키 타이스케 | 와타나베 아키오 | 2020년 10월 1일 |
| 제2화  | 鬼騙し編 오니다마시편   | 그 두 번째   | 하야시 나오키       | 카와구치 케이이치로 | 나카무라 치카요                 | 타모리 유키 시마자키 노조무 나리마츠 요시토 핫토리 켄지 이소코 시노부 시미즈 아사미 | 와타나베 아키오 이와사키 타이스케 미즈카미 론도 우에타 카즈유키                                                                             | 10월 8일        |
| 제3화  | 鬼騙し編 오니다마시편   | 그 세 번째   | 하야시 나오키       | 카와구치 케이이치로 | 타츠와 나오유키                 | 카이도 히로유키 코바야시 시오리 사사키 히로야 이주인 이즈로 이시하라 요시하루 | 와타나베 아키오 이와사키 타이스케 | 10월 15일       |
| 제4화  | 鬼騙し編 오니다마시편   | 그 네 번째   | 하야시 나오키       | 카와구치 케이이치로 | 아사리 후지아키                 | 야나기사와 마사히데 | 와타나베 아키오 이와사키 타이스케 | 10월 22일       |
| 제5화  | 綿騙し編 와타다마시편   | 그 첫 번째   | 카와구치 케이이치로 | 스기시마 쿠니히사   | 아사리 후지아키                 | 사카모토 마이 사토 유코 나카오 타카유키 카네시로 유우 츠키야마 쇼타 김정우 박순옥 | 와타나베 아키오 이와사키 타이스케 콘도 겐이치로 미즈카미 론도 이주인 이즈로 모리카와 유키 히나타 하루카                                     | 10월 29일       |
| 제6화  | 綿騙し編 와타다마시편   | 그 두 번째   | 카와구치 케이이치로 | 이시구로 타츠야     | 욘페이                          | 모리카와 유키 호소다 사오리 사카모토 마이 이시하라 요시하루 나카오 타카유키 아베 카나코 소메야 유리카 스튜디오 기가                                                                     | 와타나베 아키오 이와사키 타이스케 모리카와 유키                                                                                             | 11월 5일        |
| 제7화  | 綿騙し編 와타다마시편   | 그 세 번째   | 카와구치 케이이치로 | 사노 타카시         | 나카무라 치카요                 | 타모리 유키 시마자키 노조무 나리마츠 요시토 핫토리 켄지 유효상 | 와타나베 아키오 이와사키 타이스케 미즈카미 론도                                                                                             | 11월 12일       |
| 제8화  | 綿騙し編 와타다마시편   | 그 네 번째   | 카와구치 케이이치로 | 사노 타카시         | 이케하타 타카시                 | 콘도 겐이치로 아베 카나코 사카모토 마이 Kim JW Kim S Jeon JM | 와타나베 아키오 콘도 겐이치로 야나기사와 마사히데                                                                                           | 11월 19일       |
| 제9화  | 祟騙し編 타타리다마시편 | 그 첫 번째   | 하야시 나오키       | 타카하시 타케오     | 고토 야스노리                   | 히나타 하루카 미츠와카 타카요 무라마츠 히사오 이와타 유키코 아베 카나코 소메야 유리카 Nyki Ikyn 王悦春 王其琪 郭婷                                                                      | 와타나베 아키오 이와사키 타이스케 미즈카미 론도 하시모토 히데키 후루카와 히데키                                                             | 11월 26일       |
| 제10화 | 祟騙し編 타타리다마시편 | 그 두 번째   | 하야시 나오키       | 산페이 히지리       | 나카무라 치카요 마지마 타카히로 | 와시다 토시야 타모리 유키 카도 토모아키 이카이 카즈유키 유효상 성월동화 | 와타나베 아키오 이와사키 타이스케 미즈카미 론도 모리카와 유키                                                                               | 12월 3일        |
| 제11화 | 祟騙し編 타타리다마시편 | 그 세 번째   | 하야시 나오키       | 타카하시 타케오     | 오유남                          | 아베 카나코 소메야 유리카 Nyki Ikyn 七霊石 | 와타나베 아키오 이와사키 타이스케 미즈카미 론도 야나기사와 마사히데 하시모토 히데키 콘도 겐이치로 히나타 하루카 이주인 이즈로 모리카와 유키 | 12월 10일       |
| 제12화 | 祟騙し編 타타리다마시편 | 그 네 번째   | 하야시 나오키       | 타카하시 나루요     | 고토 야스노리                   | 사토 토시아키 사토 유코 사사키 히로야 요시다 준 에비스 요키 카메다 토모유키 Won MN Seo SY 사카모토 마이 타케야 텟페이                                                                   | 와타나베 아키오 이와사키 타이스케 야나기사와 마사히데 하시모토 히데키                                                                       | 12월 17일       |
| 제13화 | 祟騙し編 타타리다마시편 | 그 다섯 번째 | 하야시 나오키       | 타카하시 타케오     | 아사리 후지아키                 | 카이도 히로유키 코바야시 시오리 이시하라 요시하루 사사키 히로야 타카하시 타츠야 토리야마 후유미 나카쿠마 타이치 모리토모 히로키 시라이 에이지 나카무라 유사쿠 사카모토 마이 아베 카나코 | 와타나베 아키오 이와사키 타이스케 히나타 하루카 하시모토 히데키 모리카와 유키 콘도 겐이치로                                                 | 12월 24일       |
| 제14화 | 猫騙し編 네코다마시편   | 그 첫 번째   | 하야시 나오키       | 이시구로 타츠야     | 아오야기 히로노리               | 호소다 사오리 미츠와카 타카요 王悦春 Cho.W.H Jeon.J.M Ju.H.N | 와타나베 아키오 이와사키 타이스케 콘도 겐이치로 후루카와 히데키 모리카와 유키                                                               | 2021년 1월 8일  |
| 제15화 | 猫騙し編 네코다마시편   | 그 두 번째   | 하야시 나오키       | 이시구로 타츠야     | 토코로 토시카츠                 | 와시다 토시야 타모리 유키 성월동화 | 와타나베 아키오 이와사키 타이스케 미즈카미 론도 모리카와 유키                                                                               | 1월 15일        |
| 제16화 | 猫騙し編 네코다마시편   | 그 세 번째   | 하야시 나오키       | 사노 타카시         | 우스이 타카히코                 | 코지마 에리 요네다 유야 | 후루카와 히데키 | 1월 22일        |
| 제17화 | 猫騙し編 네코다마시편   | 그 네 번째   | 하야시 나오키       | 사노 타카시         | 고토 야스노리                   | 사토 토시아키 츠키야마 쇼타 타케야 텟페이 나카쿠마 타이치 UEC | 와타나베 아키오 이와사키 타이스케 야나기사와 마사히데 하시모토 히데키 모리카와 유키 후루카와 히데키                                         | 1월 29일        |
| 제18화 | 郷壊し編 사토코와시편   | 그 첫 번째   | 하야시 나오키       | 시마즈 히로유키     | 타츠와 나오유키                 | 사토 유코 우에타케 야스히코 王悦春 나카쿠마 타이치 호소다 사오리 이시하라 요시하루 | 와타나베 아키오 이와사키 타이스케 콘도 겐이치로 미즈카미 론도 히나타 하루카                                                                 | 2월 5일         |
| 제19화 | 郷壊し編 사토코와시편   | 그 두 번째   | 하야시 나오키       | 카와구치 케이이치로 | 마지마 타카히로                 | 타카하시 카즈노리 진나이 미호 무라마츠 히사오 오가와 크리스 히나타 하루카 나카쿠마 타이치 이노우에 나츠미 아베 카나코 타케야 텟페이                                                     | 와타나베 아키오 이와사키 타이스케 야나기사와 마사히데                                                                                       | 2월 12일        |
| 제20화 | 郷壊し編 사토코와시편   | 그 세 번째   | 하야시 나오키       | 카와구치 케이이치로 | 아사리 후지아키                 | 이노우에 타카노리 카이도 히로유키 이시하라 요시하루 코바야시 시오리 사토 유코 아베 카나코 王悦春 나카쿠마 타이치 사카모토 마이                                                          | 와타나베 아키오 이와사키 타이스케 미즈카미 론도 모리카와 유키 히나타 하루카                                                                 | 2월 19일        |
| 제21화 | 郷壊し編 사토코와시편   | 그 네 번째   | 하야시 나오키       | 타카하시 나루요     | 히라무키 토모코                 | 츠지무라 아유무 미야자키 사토미 | 와타나베 아키오 이와사키 타이스케 | 2월 26일        |
| 제22화 | 郷壊し編 사토코와시편   | 그 다섯 번째 | 하야시 나오키       | 타카하시 타케오     | 키타무라 미츠키                 | 코바야시 시오리 王悦春 아베 카나코 이시하라 요시하루 오가와 크리스 카이도 히로유키 나카쿠마 타이치                                                                                      | 와타나베 아키오 이와사키 타이스케 이주인 이즈로 모리카와 유키                                                                               | 3월 5일         |
| 제23화 | 郷壊し編 사토코와시편   | 그 여섯 번째 | 하야시 나오키       | 시마즈 히로유키     | 토코로 토시카츠                 | 와시다 토시야 타모리 유키 타노우에 마코토 핫토리 켄지 시마자키 노조무 사토 토시아키 나카쿠마 타이치                                                                                     | 와타나베 아키오 히나타 하루카 모리카와 유키 후루카와 히데키                                                                                 | 3월 12일        |
| 제24화 | 郷壊し編 사토코와시편   | 그 일곱 번째 | 하야시 나오키       | 타카하시 나루요     | 사가 사토시                     | 코바야시 시오리 카이도 히로유키 이시하라 요시하루 사사키 히로야 호소다 사오리 이와타 유키코 노조 미치유키                                                                               | 와타나베 아키오 이와사키 타이스케 미즈카미 론도 콘도 겐이치로 히나타 하루카                                                                 | 3월 19일        |

## TV 애니메이션 《쓰르라미 울 적에 졸》
2021년 7월부터 9월까지 방송되었다.

### 주제가
- 오프닝 테마 〈Analogy〉
(노래·작사: 아야네 / 작곡: 시쿠라 치요마루 / 편곡: 유우키 신이치)
- 엔딩 테마 〈쓰르라미 울 적에〉 (제1화)
(작사: 시마미야 에이코 / 작곡: 나카자와 토모유키 / 편곡: 나카자와 토모유키, 타카세 카즈야 / 노래: 시마미야 에이코)
- 엔딩 테마 〈Missing Promise〉
(작사: hotaru / 작곡·편곡: 한다 츠바사 / 노래: 스즈키 코노미)
- 엔딩 테마 〈you -졸업-〉 (제15화)
(작사: 용기사07 / 작곡: dai / 편곡: xaki / 노래: 시마미야 에이코)

### 서브타이틀
| 화수   | 편                      | 파트         | 그림콘티            | 연출                              | 작화감독 | 총작화감독 | 방송일         |
| ------ | ----------------------- | ------------ | ------------------- | --------------------------------- | --- | --- | -------------- |
| 제1화  | 鬼明し編 오니아카시편   | 그 첫 번째   | 산페이 히지리       | 산페이 히지리                     | 콘도 겐이치로 하시모토 히데키 이노우에 타카노리 이시하라 요시하루 카이도 히로유키 사쿠라이 마사아키 하타케야마 카나에 이즈모 타카아키       | 와타나베 아키오 이와사키 타이스케 | 2021년 7월 1일 |
| 제2화  | 鬼明し編 오니아카시편   | 그 두 번째   | 모리모토 이쿠로     | 유이 미도리                       | LAZZ 아베 카나코 야마네 아오이 Nyki Ikyn | 이와사키 타이스케 히나타 하루카 이즈모 타카아키 미즈카미 론도 이마이 마사미 | 7월 2일        |
| 제3화  | 鬼明し編 오니아카시편   | 그 세 번째   | 타카하시 타케오     | 키타무라 미츠키 아오야기 히로노리 | 츠지무라 아유무 카와모토 레오 카이도 히로유키 코바야시 시오리 사토 코노미 나카쿠마 타이치                                                   | 와타나베 아키오 이와사키 타이스케 모리카와 유키 | 7월 8일        |
| 제4화  | 綿明し編 와타아카시편   | 그 첫 번째   | 타카하시 나루요     | 타츠와 나오유키                   | 카이도 히로유키 코바야시 시오리 나카쿠마 타이치 호소다 사오리 사토 코노미 사사키 히로야 마에다 요시히로 呉耀 아메미야 히데오 야마자키 리라  | 와타나베 아키오 이와사키 타이스케 미즈카미 론도 사쿠라이 마사아키 타케모토 다이스케 모리카와 유키                                                                                   | 7월 15일       |
| 제5화  | 綿明し編 와타아카시편   | 그 두 번째   | 사노 타카시         | 토코로 토시카츠                   | 와시다 토시야 타모리 유키 무라타 요스케 코바야시 시오리 호소다 사오리 사토 코노미                                                           | 이와사키 타이스케 히나타 하루카 후루카와 히데키 사쿠라이 마사아키 이즈모 타카아키 이시하라 요시하루 요시다 류이치로                                                                 | 7월 22일       |
| 제6화  | 綿明し編 와타아카시편   | 그 세 번째   | 타카하시 타케오     | 이시구로 타츠야                   | 히네노 유코 무라타 요스케 사토 코노미 | 와타나베 아키오 이와사키 타이스케 후루카와 히데키 | 7월 29일       |
| 제7화  | 祟明し編 타타리아카시편 | 그 첫 번째   | 사노 타카시         | 아사리 후지아키                   | 카이도 히로유키 코바야시 시오리 사사키 히로야 사토 코노미 호소다 사오리 이시하라 요시하루 토리야마 후유미 나카쿠마 타이치 후루하타 히데요시 | 사쿠라이 마사아키 히나타 하루카 하타케야마 카나에 요시다 류이치로 | 8월 5일        |
| 제8화  | 祟明し編 타타리아카시편 | 그 두 번째   | 시마즈 히로유키     | 사가 사토시                       | 무라타 요스케 이노우에 타카노리 나카쿠마 타이치 호소다 사오리 시미즈 히로유키 마에다 요시히로 마츠무라 야스노리 카이도 히로유키             | 이와사키 타이스케 콘도 겐이치로 타케모토 다이스케 요시다 류이치로 하타케야마 카나에 사쿠라이 마사아키                                                                               | 8월 12일       |
| 제9화  | 祟明し編 타타리아카시편 | 그 세 번째   | 시마즈 히로유키     | 유이 미도리                       | LAZZ 콘노 미스미 | 와타나베 아키오 하야사카 사츠키 미즈카미 론도 콘도 겐이치로 | 8월 19일       |
| 제10화 | 祟明し編 타타리아카시편 | 그 네 번째   | 타카하시 타케오     | 아사리 후지아키                   | 호소다 사오리 사토 코노미 카이도 히로유키 코바야시 시오리                                                                                   | 와타나베 아키오 이와사키 타이스케 요시다 류이치로 사쿠라이 마사아키 미즈카미 론도 이시하라 요시하루                                                                                 | 8월 26일       |
| 제11화 | 祟明し編 타타리아카시편 | 그 다섯 번째 | 모리모토 이쿠로     | 고토 야스노리                     | 카이도 히로유키 사사키 히로야 나카쿠마 타이치                                                                                               | 와타나베 아키오 이와사키 타이스케 미즈카미 론도 이즈모 타카아키 콘도 겐이치로 타케모토 다이스케 하타케야마 카나에 히나타 하루카                                                     | 9월 2일        |
| 제12화 | 神楽し編 카구라시편     | 그 첫 번째   | 이시구로 타츠야     | 아오야기 히로노리                 | 와시다 토시야 타모리 유키 성월동화 | 와타나베 아키오 이와사키 타이스케 히나타 하루카 이시하라 요시하루 요시다 류이치로                                                                                                   | 9월 9일        |
| 제13화 | 神楽し編 카구라시편     | 그 두 번째   | 타카하시 나루요     | 사가 사토시                       | 카이도 히로유키 코바야시 시오리 사사키 히로야 사토 코노미 나카쿠마 타이치 호소다 사오리 LAZZ 콘노 미스미 노미치 카요                        | 와타나베 아키오 이와사키 타이스케 이시하라 요시하루 콘도 겐이치로 사쿠라이 마사아키 타케모토 다이스케 하타케야마 카나에 하야사카 사츠키 히나타 하루카 미즈카미 론도 요시다 류이치로 | 9월 16일       |
| 제14화 | 神楽し編 카구라시편     | 그 세 번째   | 타카하시 타케오     | 산페이 히지리 이케하타 타카시     | 사사키 카즈히로 츠루타 아이 카네시로 유우                                                                                                   | 와타나베 아키오 이와사키 타이스케 이시하라 요시하루 콘도 겐이치로 타케모토 다이스케 하야사카 사츠키 미즈카미 론도 요시다 류이치로 이즈모 타카아키 코바야시 시오리                   | 9월 23일       |
| 제15화 | 神楽し編 카구라시편     | 그 네 번째   | 카와구치 케이이치로 | 이케하타 타카시                   | 코바시 요스케 코바야시 시오리 이즈모 타카아키                                                                                               | 와타나베 아키오 이와사키 타이스케 미즈카미 론도 카와시마 마사루 히나타 하루카 콘도 겐이치로 이시하라 요시하루 우에타 카즈유키 하야사카 사츠키 요시다 류이치로                       | 9월 30일       |

### 내용주
1. ↑  프론티어 웍스, 제네온 엔터테인먼트, 소츠
2. ↑  KADOKAWA, Daiichi, 프론티어 웍스, MAGES., 부시로드, 주식회사 엘핀

### 참조주
1. ↑  배스트애니메